# 123-й истребительный авиационный полк ПВО
123-й истребительный авиационный полк — воинская часть Вооружённых сил СССР в Великой Отечественной войне.

## История
Полк формировался с 1 марта по 25 марта 1940 года на аэродроме Болбасово в 15 километрах юго-западнее Орши, на базе лётного состава 32-го, 33-го и 41-го истребительных авиационных полков. В период с 5 по 25 мая 1940 года на базе полка формировался 129-й истребительный авиационный полк на самолётах И-153.
На 22 июня 1941 года базировался на аэродромах Именин, Стригово, одна эскадрилья базировалась на площадке Лыщицы. Был вооружён 61 самолётом И-153 при 71 лётчике. 19 июня 1941 года в полку были собраны 20 самолётов Як-1, однако личный состав не успел переобучиться; кроме того для самолётов не было топлива.
В составе действующей армии во время Великой Отечественной войны с 22 июня 1941 по 1 июля 1941 и с 14 июля 1941 по 22 ноября 1942 года.
Принимает участие в боевых действиях с первых минут войны. По материалам ЦАМО, предоставленным в открытый доступ на сайте Министерства обороны России «Память народа», установлена достоверная картина подвига лётчиков и техников, а также лично командира 123 истребительного авиаполка майора Бориса Николаевича Сурина вечером 21 июня и днём 22 июня 1941 года. С первых минут войны полк вёл ожесточённые воздушные бои в районе Бреста, Жабинки, Кобрина; отчитался об уничтожении или повреждении 20 самолётов противника за один день (по другим данным, 30). Лётчик И. Н. Калабушкин по архивным данным (наградной лист) с 22.07.1941 по 31.07.1941 уничтожил 5 самолётов противника, 22 июня в районе Бреста сбил 1 «Мессершмитт» и, будучи раненным в обе ноги, смог посадить машину. Старший политрук В. Ф. Сиротин сбил 22 июня три немецких самолёта и 23 июня — ещё один. После полудня 23 июня 1941 года аэродром Стригово был занят противником, а остатки полка к 17 часам 23 июня в количестве 15 исправных машин (много самолётов полка было уничтожено дневным, пятым по счёту налётом люфтваффе) перебазировались на площадки близ Пинска. По другим данным, 15 самолётов — это сводный отряд истребителей оставшихся от всех полков дивизии. До конца июня 1941 года остатки полка вели бои в районах Кобрина, Бреста, Пинска, Бобруйска.
Действия полка в первые дни войны были оценены будущим маршалом авиации Н. С. Скрипко как следующие:

Высокой организованностью и тактической грамотностью отличались боевые действия 123-го истребительного авиаполка этого соединения. — http://www.kursk1943.mil.ru/kursk/arch/books/memo/skripko_ns/06.html
1 июля 1941 года лётный состав отбыл на аэродром Монино в 4-й запасной истребительный полк, где до 13 июля 1941 года переучивался на Як-1, получил самолёты и перелетел к месту базирования на аэродром Набережная (Щёлково-7).
28 июля — 29 июля 1941 года полк был переведён на аэродром Едрово для защиты крупного железнодорожного узла Бологое и вошёл в состав 7 иак ПВО Ленинграда. Находился в оперативном подчинении командующего Ладожским районом ПВО. В октябре 1941 года некоторое время переформировывался в Череповце, где получил 6 МиГ-3. Задачей полка с 17 октября 1941 года было прикрытие объектов на западном берегу Ладожского озера и западного участка ледовой трассы до острова Зеленец.
Из приказа Военного совета Ленинградского фронта от 17 октября 1941 года

На 123-й иап и 13-й иап возложена задача первостепенной государственной важности: обеспечить безопасность людей и грузов в пути и пристаней от воздушных налётов вражеской авиации… Задача заключается в том, чтобы весь лётный состав принял ту ответственность, которая лежит на нём за охрану единственного пути, по которому происходит сообщение Ленинграда со всей остальной страной.
Действовал в течение 1941—1942 годов не только над Ладожским озером, также в районах Сиверская, Ваганово, Осиновец, Пушкин, Урицк, Павлово, Шлиссельбург. На 12 декабря 1941 года базируется в Углово, имея в наличии 5 Як-1 (2 неисправных), 13 И-16 (6 неисправных) и 21 лётчика
Один из воздушных боёв из истории полка:

В воздушных боях, проведенных при выполнении прикрытия ж.-д. узла Бологое, летчики группы уничтожили 19 немецких самолётов, свои потери при этом — 7 самолётов. Только 30 июля группа летчиков — лейтенанты Жидов, Рябцев, Сахно, Грозный, Фунтусов и др. — при отражении штурмового налёта на аэродром базирования сбила 4 самолёта «Ме-110» и один самолёт «Хе-111». В момент налёта 18 «Ме-110» на аэродром Едрово в самолётах дежурило звено лейтенанта Рябцева с лётчиками Калабушкиным и Фунтусовым. Получив сигнал «Воздух!», дежурное звено моментально взлетело и с ходу в лоб врезалось в группу фашистских штурмовиков, с первой же атаки заставив их перейти в круговую оборону. Тем временем успела взлететь и подойти пятёрка лейтенанта Жидова, и, соединившись со звеном Рябцева, группа завязала ожесточённый бой. Фашистским стервятникам некогда было и думать о штурмовке аэродрома. Они не успевали отражать крепкие удары наших славных истребителей и заполнять свои ряды, заметно редевшие от падавших и горевших «Ме-110». Отважная восьмёрка мастерски провела этот воздушный бой, завершив его блестящей победой: 4 «Ме-110» и 1 «Хе-111» нашли себе могилу в районе Едрово. Наши потери — только один самолёт, лётчик которого спасся с парашютом".— http://www.victory.mil.ru/lib/books/prose/smirnov2/02.html
22 ноября 1942 года Приказом Народного комиссара обороны СССР № 374 преобразован в 27-й гвардейский истребительный авиационный полк ПВО

## Полное наименование
- 123-й истребительный авиационный полк

## Подчинение
| Дата            | Фронт (округ)            | Армия                   | Корпус                                    | Дивизия                            | Примечания |
| --------------- | ------------------------ | ----------------------- | ----------------------------------------- | ---------------------------------- | ---------- |
| 22.06.1941 года | Западный фронт           | -                       | -                                         | 10-я смешанная авиационная дивизия | -          |
| 01.07.1941 года | Западный фронт           | -                       | -                                         | 10-я смешанная авиационная дивизия | -          |
| 10.07.1941 года | Московский военный округ | -                       | 6-й истребительный авиационный корпус ПВО | -                                  | -          |
| 01.08.1941 года | Северный фронт           | -                       | 7-й истребительный авиационный корпус ПВО | -                                  | -          |
| 01.09.1941 года | Ленинградский фронт      | -                       | 7-й истребительный авиационный корпус ПВО | -                                  | -          |
| 01.10.1941 года | Ленинградский фронт      | -                       | 7-й истребительный авиационный корпус ПВО | -                                  | -          |
| 01.11.1941 года | Ленинградский фронт      | -                       | 7-й истребительный авиационный корпус ПВО | -                                  | -          |
| 01.12.1941 года | Ленинградский фронт      | -                       | 7-й истребительный авиационный корпус ПВО | -                                  | -          |
| 01.01.1942 года | Ленинградский фронт      | -                       | 7-й истребительный авиационный корпус ПВО | -                                  | -          |
| 01.02.1942 года | Ленинградский фронт      | -                       | 7-й истребительный авиационный корпус ПВО | -                                  | -          |
| 01.03.1942 года | Ленинградский фронт      | -                       | 7-й истребительный авиационный корпус ПВО | -                                  | -          |
| 01.04.1942 года | Ленинградский фронт      | -                       | 7-й истребительный авиационный корпус ПВО | -                                  | -          |
| 01.05.1942 года | Ленинградский фронт      | Ленинградская армия ПВО | 7-й истребительный авиационный корпус ПВО | -                                  | -          |
| 01.06.1942 года | Ленинградский фронт      | Ленинградская армия ПВО | 7-й истребительный авиационный корпус ПВО | -                                  | -          |
| 01.07.1942 года | Ленинградский фронт      | Ленинградская армия ПВО | 7-й истребительный авиационный корпус ПВО | -                                  | -          |
| 01.08.1942 года | Ленинградский фронт      | Ленинградская армия ПВО | 7-й истребительный авиационный корпус ПВО | -                                  | -          |
| 01.09.1942 года | Ленинградский фронт      | Ленинградская армия ПВО | 7-й истребительный авиационный корпус ПВО | -                                  | -          |
| 01.10.1942 года | Ленинградский фронт      | Ленинградская армия ПВО | 7-й истребительный авиационный корпус ПВО | -                                  | -          |
| 01.11.1942 года | Ленинградский фронт      | Ленинградская армия ПВО | 7-й истребительный авиационный корпус ПВО | -                                  | -          |

## Командиры
- майор Сурин Борис Николаевич

20.03.1940 — 22.06.1941 (погиб)
- майор Мищенко Филипп Михайлович

23.07.1941 — 10.11.1942
- майор Мажаев Николай Павлович

21.01.1943 — 10.08.1946

## Отличившиеся воины полка
| Награда | Ф. И. О.                      | Должность           | Звание            | Данные о вылетах | Дата награждения                             | Примечания |
| ------- | ----------------------------- | ------------------- | ----------------- | --- | -------------------------------------------- | --- |
|         | Воронцов, Евгений Петрович    | лётчик              | Младший лейтенант | | 03.12.1941 совершил таран в районе Осиновеца | - |
|         | Жидов, Георгий Никонорович    | командир эскадрильи | Капитан           | к моменту представления 266 боевых вылетов, в 40 воздушных боях сбил лично 8 и в группе 13 вражеских самолётов. В январе 1942 совершил таран над Ладожским озером. | 14.02.1943                                   | - |
|         | Пидтыкан, Иван Дмитриевич     | командир эскадрильи | Старший лейтенант | к моменту представления 217 боевых вылетов, в 58 воздушных боях сбил лично 11 и в группе 5 самолётов противника.                                                   | 06.06.1942                                   | 02.08.1942 погиб |
|         | Рябцев, Пётр Сергеевич        | Командир звена      | Лейтенант         | | 06.05.1965                                   | посмертно (погиб 31.07.1941). 22.06.1941 года в 10.00 совершил один из первых таранов в войне (самолёт из состава 3./JG51) |
|         | Харитонов, Василий Николаевич | Командир звена      | Старший лейтенант | к моменту представления 281 боевой вылет, в 58 воздушных боях лично сбил 9 и в группе 11 самолётов противника.                                                     | 10.02.1943                                   | - |